# Piper firmolimbum
Piper firmolimbum är en pepparväxtart som beskrevs av C. Dc.. Piper firmolimbum ingår i släktet Piper och familjen pepparväxter. Inga underarter finns listade i Catalogue of Life.